# جيمس يونغ (سياسي كندي)
جيمس يونغ هو سياسي كندي، ولد في 24 مايو 1835 في كندا، وتوفي في 29 يناير 1913 في كامبريدج في كندا. حزبياً، نشط في الحزب الليبرالي الكندي. وقد انتخب عضو برلمان مقاطعة أونتاريو وانتخب عضو مجلس العموم الكندي عن دائرة Waterloo South ‏ (20 سبتمبر 1867 – 16 سبتمبر 1878).